# Selfjall (berg i Island, Austurland, lat 64,52, long -14,65)
Selfjall är ett berg i republiken Island. Det ligger i regionen Austurland, 300 km öster om huvudstaden Reykjavík. Toppen på Selfjall är 794 meter över havet, eller 114 meter över den omgivande terrängen. Bredden vid basen är 3,4 km.
Trakten runt Selfjall är nära nog obefolkad, med mindre än två invånare per kvadratkilometer. Det finns inga samhällen i närheten. Trakten runt Selfjall består i huvudsak av gräsmarker.